# CDK5RAP3
CDK5RAP3‏ (CDK5 regulatory subunit associated protein 3) هوَ بروتين يُشَفر بواسطة جين CDK5RAP3 في الإنسان.
يتكون إنزيم كيناز شبيه بـ CDC2 العصبي، والذي يشارك في تنظيم تمايز الخلايا العصبية، من وحدة فرعية محفزة، كيناز معتمد على السيكلين 5، ووحدة فرعية منشطة، p25NCK5A. يرتبط البروتين المشفر بواسطة هذا الجين بـ p25NCK5A، وبالتالي قد يكون له دور في تمايز الخلايا العصبية. كما وُجد هذا البروتين المشفر، والذي قد يكون ركيزة للكيناز الشبيه بـ CDC2 العصبي، في الخلايا البطانية الوعائية، حيث يتوسط تكاثر الخلايا.